# Gašper Markič
Gašper Markič, slovenski alpski smučar, * 22. avgust 1986, Kranj.
Markič je leta 2006 v Québecu osvojil naslov mladinskega svetovnega podprvaka v superveleslalomu. Prvo uvrstitev med dobitnike točk v svetovnem pokalu je dosegel v sezoni 2009/10 na superkombinaciji v Beaver Creeku, ko je zasedel 29. mesto. Najboljšo uvrstitev kariere pa je dosegel v sezoni 2010/11 z dvanajstim mestom na smuku v Chamonixu.